# Johann Anton von Starck

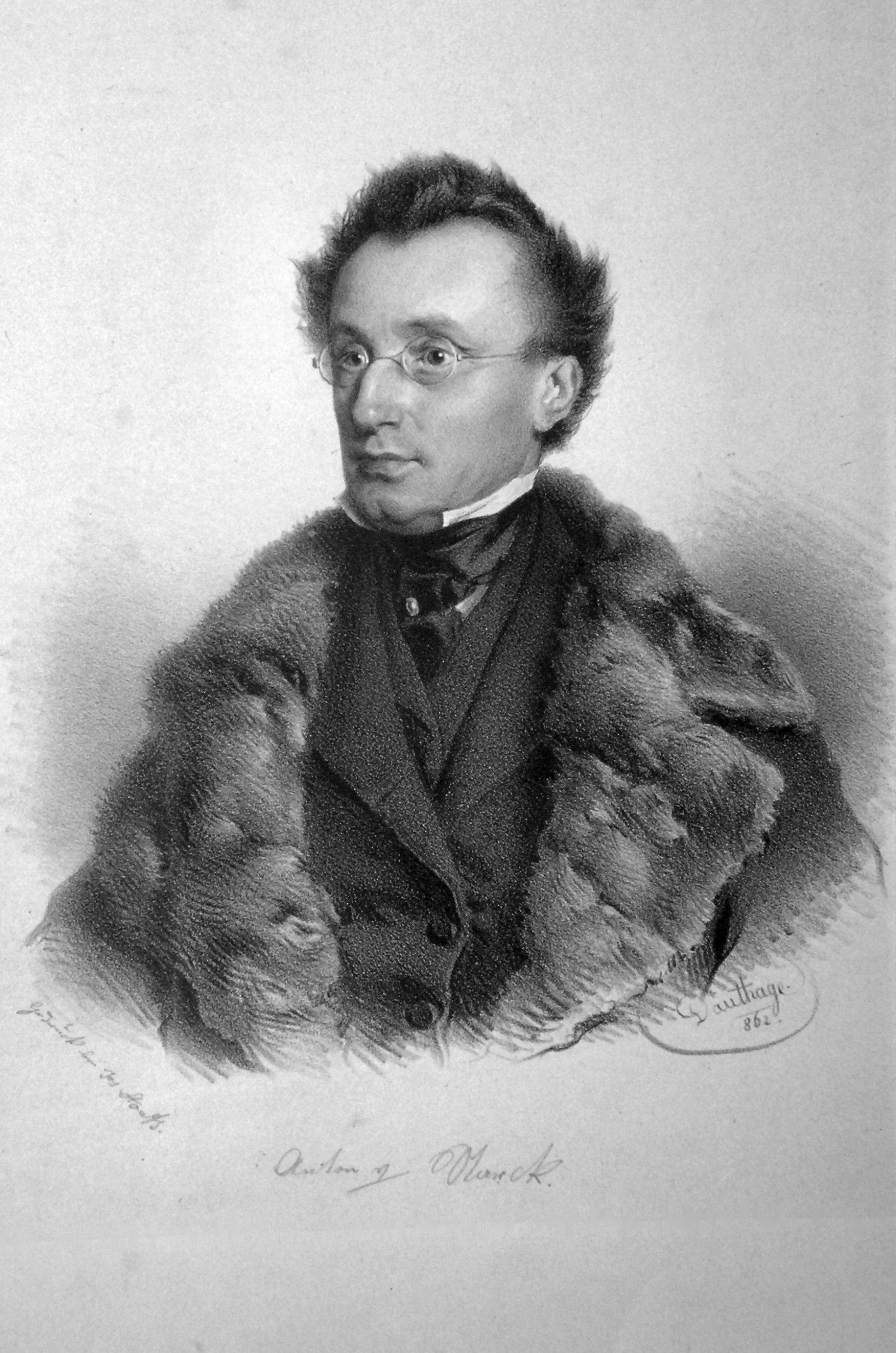
Johann Anton von Starck, Lithographie von Adolf Dauthage (1862)

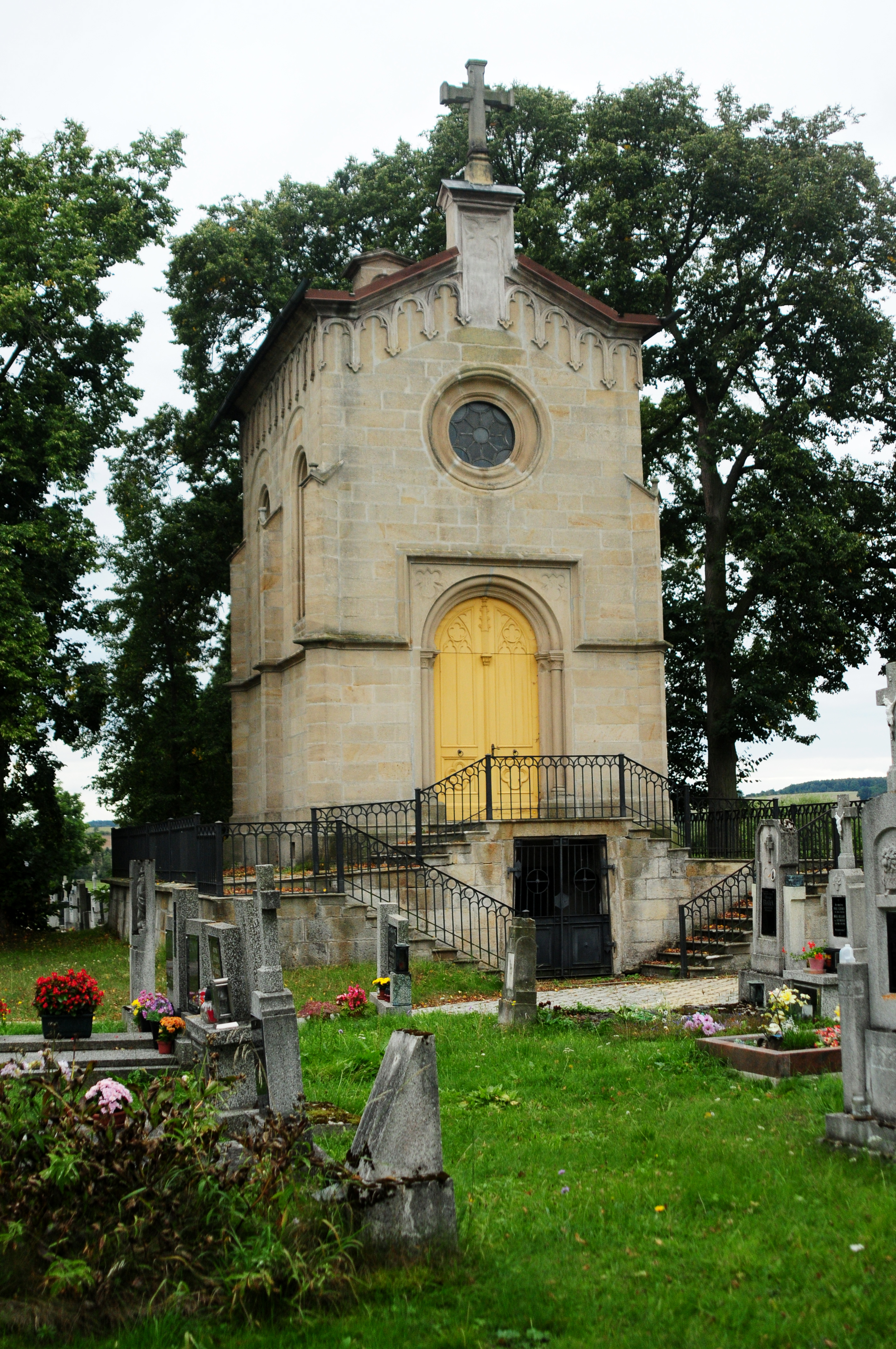
Friedhofskapelle der Kreuzerhöhung in Město Touškov mit Familiengruft der Freiherren von Starck

Johann Anton Starck, ab 1837 Edler von Starck, ab 1873 Freiherr von Starck (* 4. Dezember 1808 in Graslitz, Königreich Böhmen; † 22. Mai 1883 in Czemin, Königreich Böhmen) war ein böhmischer bzw. österreichischer Industrieller, Bergwerksbesitzer sowie Parlamentarier und Gutsbesitzer.

## Leben
Johann Anton Starck war der jüngste Sohn des Montanunternehmers Johann David Starck (1770–1841) und der Marie Magdalena, geborene Riedl (1770–1826). Nach dem Besuch des deutschen Gymnasiums in Pilsen studierte Starck am Ständischen Polytechnischen Institut in Prag sowie am Königlichen Gewerbe-Institut in Berlin. 1828 trat er in die väterlichen Unternehmen ein und übernahm im Jahr darauf deren Leitung. Johann Anton Starck kaufte Braunkohlegruben und Oleumhütten in Břas hinzu und stieß unrentable Betriebe ab. Unter seiner Leitung entstanden in Unterreichenau und Břas die ersten österreichischen Glasfabriken mit Kohlenfeuerung. In Unterreichenau errichtete er die erste Kunstdüngerfabrik in Böhmen.
Nachdem sein Vater am 10. Februar 1837 für seine Verdienste in den erblichen österreichischen Adelsstand erhoben wurde, führte auch Johann Anton den Titel Edler von Stark.
Nach dem Tode des Vaters wurde Johann Anton von Starck 1841 Gesellschafter und Leiter des Unternehmens Johann David Stark mit Chemischen Fabriken, Glashütten und Braunkohlebergwerken in Westböhmen. 1842 übersiedelte sein Schwiegervater Ludwig Ernst Eusebius Mühlig (1802–1888) mit seiner Familie von Leipzig nach Böhmen und trat in das Unternehmen ein. Sein Schwager Max Mühlig (1835–1915) war ab 1872 bei den Hütten- und Montanwerken J.D. Starck tätig und übernahm später die Betriebsleitung. Für die Arbeiter seiner Fabriken führte von Starck einen Bruderladen ein und ließ Konsumvereine und deutsche Schulen errichten. In der Pilsener Handelskammer engagierte er sich als Kammerrat.
Johann Anton von Starck kaufte 1840 die westböhmische Grundherrschaft Czemin von der Witwe Bertha von Erben. 1851 erwarb er von Antonia von Wiessenbach zudem das Gut Stienowitz. Auf beiden Gütern führte er die Phosphatdüngung ein. Das Gut Stienowitz veräußerte von Starck 1872 an Johann Anton Fritsch.
Auf Grund seiner hervorragenden Präsentation auf der Wiener Weltausstellung erfolgte  am 27. Oktober 1873 Starcks Erhebung in den Freiherrenstand.
Da von Starcks Ehe kinderlos blieb und er niemanden aus der näheren Verwandtschaft zur erfolgreichen Weiterführung seines Unternehmens für geeignet hielt, überschrieb er testamentarisch ein Drittel des Unternehmens seinem kaufmännischen Direktor Anton Schobloch, den er auch zu seinem Universalerben einsetzte, und verfügte die Umwandlung des Familienunternehmens mit ca. 100 Angestellten und 6.000 Arbeitern in eine Aktiengesellschaft. Johann Anton von Starck verstarb 1883 auf Schloss Czemin und wurde in der Familiengruft unter der Kreuzerhöhungskapelle auf dem Tuschkauer Friedhof beigesetzt. Die Umwandlung der Firma J.D. Starck in die Montan- und Industrialwerke A.G., vorm. J.D. Starck mit Sitz in Unter Reichenau wurde 1885 vollzogen.

## Parlamentarier
Starck gehörte vom 25. Juli 1848 bis 7. März 1849 als Vertreter des Wahlkreises Mies dem Reichstag an.
Während der I. Legislaturperiode vertrat Johann Anton von Starck vom 27. Mai 1861 bis 20. September 1865 die Kurie der Handels- und Gewerbekammern im Abgeordnetenhaus und schloss sich in dieser Zeit dem Klub der Unionisten an.
Am 20. Jänner 1869 wurde von Starck auf Lebenszeit in das Herrenhaus berufen.
Als Abgeordneter des Wahlkreises Mies war Johann Anton von Starck 1861–1866, 1867–1870 und 1872–1883 Mitglied des Böhmischen Landtages.

## Familie
Johann Anton von Starck hatte drei Geschwister:
- Josef Karl (* 1792–1798; † 1851),
- Friedrich Karl (* 1798), ⚭ mit Josepha Korb von Weidenheim
- Maria Elisabeth (1796–1800), ⚭ mit Karl Bischoff

Im Jahre 1830 heiratete Starck Agnes Mühlig (1807–1882), die Ehe blieb kinderlos.
Mit Max Mühlig war er verschwägert.